# パット・エデリー

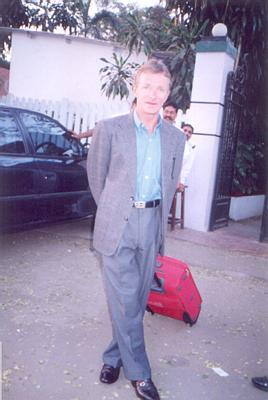
2000年

パット・エデリー（Pat Eddery、1952年3月18日 - 2015年11月10日【死去報道】）は、アイルランド出身の平地競馬の元騎手、調教師。
キルデア県生まれ。本名、パトリック・ジェームズ・ジョン・エデリー（Patrick James John Eddery）
ブリティッシュ・チャンピオンズシリーズ名誉の殿堂にも入っている。

## 来歴
1967年にデビューし、イギリスの平地競馬でサー・ゴードン・リチャーズ (Sir Gordon Richards) に次ぐ 4,632 の勝鞍を挙げた。エプソムダービーの勝馬3頭に騎乗し、レスター・ピゴット (Lester Piggott) と並ぶ記録の11度チャンピオンジョッキーとなった。
1985年、ペブルス (Pebbles) に騎乗してブリーダーズカップ・ターフに勝利した。
1986年、ジャパンカップをジュピターアイランドで勝利した。
1987年には日本のワールドスーパージョッキーズシリーズでも騎乗している。
1991年にはシェイクアルバドゥ (Sheikh Albadou) に乗りブリーダーズカップ・スプリントを獲得した。
1990年、レスター賞の最優秀平地騎手賞を受賞、1991年と1996年にも受賞した（後者はランフランコ・デットーリ (Lanfranco Dettori) と同時受賞）。2002年と2003年の2度、平地騎手特別賞も授与されている。2003年の平地シーズンの終わりに騎手を引退。
2005年7月にエデリーは調教師ライセンスを取得し、アイルズベリ近郊のネザーウィンチェンドンにマスクヒル・スタッドファーム (Musk Hill Stud Farm) として40頭の厩舎を開設した。パット・エデリー・レーシングを共同設立した2人のレーシングマネージャー、サイモン・ダブル (Simon Double) とジョン・ニューマン (John Newman) が控える良いチームを持ち、馬の共有のためのさまざまなオーナーシンジケートを所有している。
調教師としてのパット・エデリーの最初の出走馬は Perez で、2005年12月にウルヴァーハンプトン競馬場のオールウェザーコースの未勝利戦で2着となった。調教師初勝利は2006年4月ケンプトンパーク競馬場のハンデキャップ競走で、馬は Visionist だった。
芝コースでのパットの初勝利はグッドウッド競馬場の6ハロンの未勝利戦で、2歳牝馬のCavortだった。
2005年 OBE に叙勲。パットの父ジミー・エデリー (Jimmy Eddery) 、実弟のポール・エデリー (Paul Eddery) も騎手。妻キャロリンは平地騎手マニー・マーサー (Manny Mercer) の娘で、ジョー・マーサー (Joe Mercer) 騎手の姪、ハリー・ラッグ (Harry Wragg) 騎手の孫娘にあたる。
2015年11月10日、イギリスのレーシング・ポスト紙がエデリーが死去したことを報じた。63歳没。

## おもな勝鞍（騎手）

### イギリス
- 1000ギニー - (1) - Bosra Sham (1996)
- 2000ギニー - (3) - Lomond (1983) , El Gran Senor (1984) , Zafonic (1993)
- インターナショナルステークス - (4) - Beldale Flutter (1981) , Assert (1982) , Caerleon (1983) , One So Wonderful (1998)
- エクリプスステークス - (3) - Coup de Feu (1974) , Solford (1983) , Sadler's Wells (1984)
- オークス - (3) - Polygamy (1974) , Scintillate (1979) , Lady Carla (1996)
- キングジョージ6世&クイーンエリザベスステークス - (2) - Grundy (1975) , Dancing Brave (1986)
- クイーンアンステークス - (3) - Valiyar (1983) , Pennine Walk (1986) , Warning (1989)
- クイーンエリザベス2世ステークス - (3) - Milligram (1987) , Warning (1988) , Bigstone (1993)
- ゴールデンジュビリーステークス - (1) - Great Commotion (1990)
- ゴールドカップ - (2) - Erimo Hawk (1972) , Celeric (1997)
- コロネーションカップ - (6) - Crow (1978) , Rainbow Quest (1985) , Saint Estephe (1986) , Saddler's Hall (1992) , Sunshack (1995) , Silver Patriarch (1998)
- コロネーションステークス - (2) - Orchestration (1977) , Magic of Life (1988)
- サセックスステークス - (6) - Posse (1980) , King's Lake (1981) , Warning (1988) , Marling (1992) , Distant View (1994) , Reel Buddy (2003)
- サンチャリオットステークス - (2) - Sweet Farewell (1974) , Free Guest (1985)
- ジュライカップ - (2) - Sharpo (1982) , Lake Coniston (1995)
- スプリントカップ - (3) - Record Token (1976) , Dowsing (1988) , Danehill (1989)
- セントジェームスパレスステークス - (3) - Radetzky (1976) , Posse (1980) , Persian Heights (1988)
- セントレジャー - (4) - Moon Madness (1986) , Toulon (1990) , Moonax (1994) , Silver Patriarch (1997)
- エプソムダービー - (3) - Grundy (1975) , Golden Fleece (1982) , Quest for Fame (1990)
- チェヴァリーパークステークス - (5) - Pasty (1975) , Woodstream (1981) , Prophecy (1993) , Gay Gallanta (1994) , Wannabe Grand (1998)
- チャンピオンステークス - (3) - Vitiges (1976) , Pebbles (1985) , Bosra Sham (1996)
- デューハーストステークス - (6) - Lunchtime (1972) , Grundy (1974) , Storm Bird (1980) , El Gran Senor (1983) , Zafonic (1992) , Grand Lodge (1993)
- ナッソーステークス - (3) - Dancing Rocks (1982) , Free Guest (1985) , Ela Romara (1988)
- ナンソープステークス - (4) - Sharpo (1980 & 1981), Cadeaux Genereux (1989) , Sheikh Albadou (1991)
- ファルマスステークス - (3) - Star Pastures (1981) , Magic Gleam (1989) , Ryafan (1997)
- フィリーズマイル - (2) - Tessla (1988) , Bosra Sham (1995)
- プリンスオブウェールズステークス - (5) - Record Run (1975) , English Spring (1986) , Two Timing (1989) , Batshoof (1990) , Placerville (1993)
- ミドルパークステークス - (5) - Habat (1973) , Formidable (1977) , Bassenthwaite (1984) , Primo Valentino (1999) , Balmont (2003)
- ヨークシャーオークス - (3) - May Hill (1975) , Busaca (1977) , Ramruma (1999)
- レーシングポストトロフィー - (5) - Sporting Yankee (1976) , Dactylographer (1977) , Beldale Flutter (1980) , Reference Point (1986) , Armiger (1992)

### アイルランド
- アイリッシュ2000ギニー - (3) - Grundy (1975) , King's Lake (1981) , Tirol (1990)
- アイリッシュオークス - (3) - Colorspin (1986) , Wemyss Bight (1993) , Bolas (1994)
- アイリッシュセントレジャー - (1) - Leading Counsel (1985)
- アイリッシュダービー - (4) - Grundy (1975) , El Gran Senor (1984) , Law Society (1985) , Commander in Chief (1993)
- アイリッシュチャンピオンステークス - (1) - Sadler's Wells (1984)
- タタソールズゴールドカップ - (2) - Golden Fleece (1982) , Batshoof (1990)
- ナショナルステークス - (3) - El Gran Senor (1983) , Law Society (1984) , Danehill Dancer (1995)
- フェニックスステークス - (1) - Danehill Dancer (1995)
- メイトロンステークス - (1) - Mighty Fly (1983)
- モイグレアスタッドステークス - (1) - Woodstream (1981)

### フランス
- アベイ・ド・ロンシャン賞 - (2) - Sharpo (1982) , Double Schwartz (1986)
- イスパーン賞 - (1) - Sanglamore (1991)
- ヴェルメイユ賞 - (2) - Bint Pasha (1987) , Jolypha (1992)
- オペラ賞 - (1) - Andromaque (1994)
- ガネー賞 - (1) - Golden Snake (2001)
- クリテリウム・ド・サンクルー - (1) - Miserden (1988)
- サラマンドル賞 - (1) - Zafonic (1992)
- サンクルー大賞 - (2) - Glint of Gold (1982) , Moon Madness (1987)
- ジャック・ル・マロワ賞 - (2) - The Wonder (1982) , Lear Fan (1984)
- ジャン・プラ賞 - (1) - Olden Times (2001)
- ジャン・リュック・ラガルデール賞 - (1) - Tenby (1992)
- ジョッケクルブ賞 - (3) - Caerleon (1983) , Hours After (1988) , Sanglamore (1990)
- ディアヌ賞 - (1) - Jolypha (1992)
- プール・デッセ・デ・プーリッシュ - (2) - Ukraine Girl (1981) , Houseproud (1990)
- ムーラン・ド・ロンシャン賞 - (2) - Distant Relative (1990) , All at Sea (1992)
- モーリス・ド・ゲスト賞 - (3) - Beaudelaire (1983) , Lead on Time (1986) , Interval (1987)
- モルニー賞 - (1) - Zafonic (1992)
- フォレ賞 - (3) - Brocade (1985) , Wolfhound (1992) , Indian Lodge (2000)
- リュパン賞 - (1) - No Lute (1981)
- ロワイヤルオーク賞 - (3) - Old Country (1983) , Raintrap (1993) , Moonax (1994)
- 凱旋門賞 - (4) - Detroit (1980) , Rainbow Quest (1985) , Dancing Brave (1986) , Trempolino (1987)

### ドイツ
- バイエルンツフトレネン - (1) - Kaieteur (2002)

### スロバキア
- スロヴェンスケダービー - (1) - Lonango (1997)

### アメリカ合衆国
- アーリントンミリオン - (1) - Tolomeo (1983)
- ブリーダーズカップ・スプリント - (1) - Sheikh Albadou (1991)
- ブリーダーズカップ・ターフ - (1) - Pebbles (1985)

### カナダ
- カナディアンインターナショナルステークス - (1) - French Glory (1990)

### 日本
- ジャパンカップ - (1) - Jupiter Island (1986)